# Gare de Caussade
Gare de Caussade – stacja kolejowa w Caussade, w departamencie Tarn i Garonna, w regionie Oksytania, we Francji.
Jest stacją Société nationale des chemins de fer français (SNCF), obsługiwaną przez pociągi Intercités, TER Limousin i TER Midi-Pyrénées.